# US-amerikanische Badmintonmeisterschaft 1985
Die US-amerikanische Badmintonmeisterschaft 1985 fand im Frühjahr 1985 in Atlanta statt. Es war die 45. Auflage der nationalen Titelkämpfe im Badminton in den USA.

## Titelträger
| Disziplin    | Sieger                     |
| ------------ | -------------------------- |
| Herreneinzel | Chris Jogis                |
| Dameneinzel  | Judianne Kelly             |
| Herrendoppel | John Britton Gary Higgins  |
| Damendoppel  | Pam Brady Judianne Kelly   |
| Mixed        | Mike Walker Judianne Kelly |